# Shinbutsu bunri

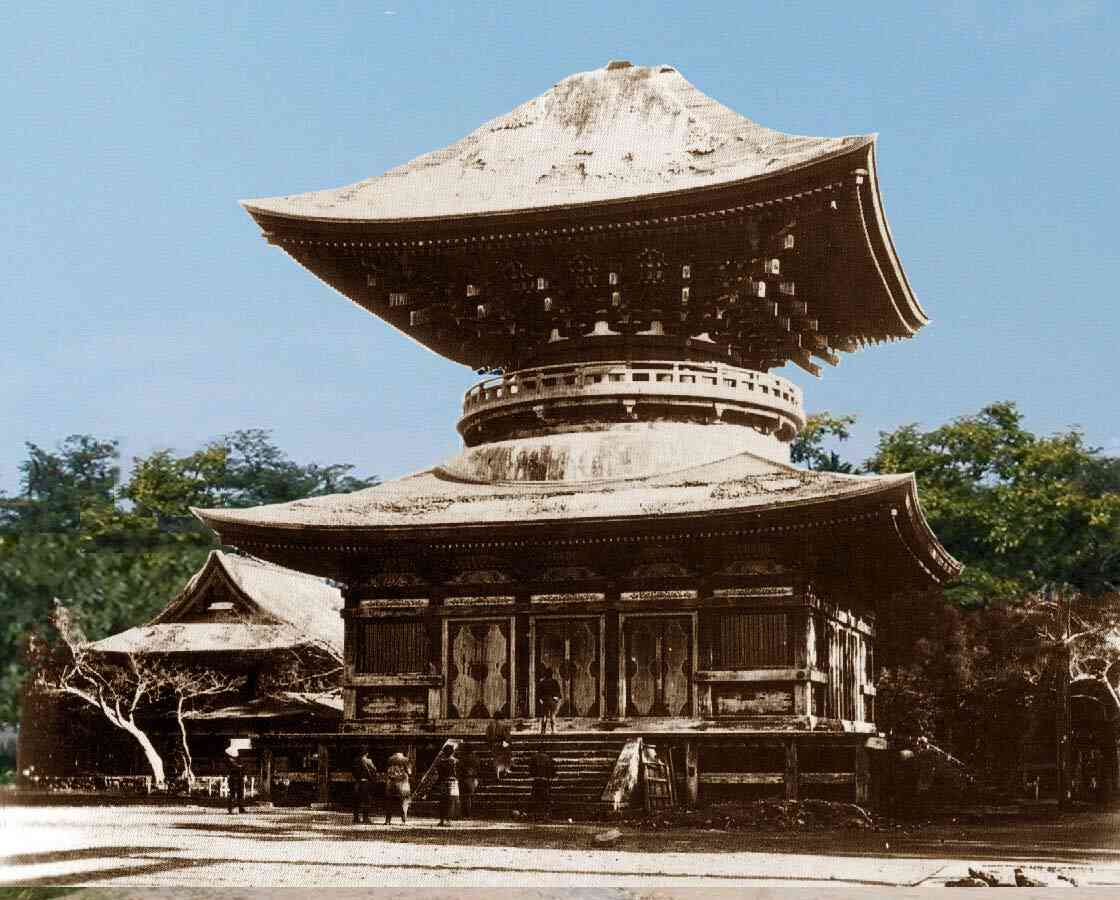
Pagode bouddhiste Bhaisajyaguru-dō (薬師堂) au sanctuaire Tsurugaoka Hachiman-gū à Kamakura avant le shinbutsu bunri.

Le terme shinbutsu bunri (神仏分離) indique en japonais l'interdiction légale du mélange des kamis et des bouddhas instituée durant la restauration de Meiji. Il renvoie également aux efforts déployés par le gouvernement japonais pour créer une division claire entre les croyances autochtones shinto et le bouddhisme d'un côté, et entre les temples bouddhistes et les sanctuaires shinto de l'autre. Jusqu'à la fin de l'époque Edo, les croyances locales kamis et le bouddhisme sont très intimement liés dans ce qui s'appelle le shinbutsu shūgō, au point que les mêmes bâtiments sont utilisés à la fois comme sanctuaires shintoïstes et comme temples bouddhistes.
La tendance à s'opposer au bouddhisme se remarque déjà au cours du début de l'ère moderne comme une réaction nationaliste à sa propagation, mais le terme renvoie généralement au mouvement anti-bouddhiste qui, à partir du milieu de l'époque d'Edo, accompagne le confucianisme, l'étude de l'ancienne culture et littérature japonaise (kokugaku) et le nationalisme shinto, tous mouvements qui ont des raisons de s'opposer au bouddhisme.  Dans un sens plus étroit, le shinbutsu bunri est la politique de séparation entre le shintoïsme et le bouddhisme poursuivie par le nouveau gouvernement de Meiji avec l'« ordre de séparation des kamis et Bouddhas »  (神仏判然令, shinbutsu hanzenrei). Ce dernier événement est d'une importance historique particulière, en partie parce qu'il déclenche le haibutsu kishaku, violent mouvement anti-bouddhiste qui entraîne, dans les dernières années du shogunat Tokugawa et durant la restauration de Meiji, la fermeture forcée de milliers de temples, la confiscation de leurs terres, le retour forcé des moines à la vie laïque et la destruction de livres, de statues et d'autres biens bouddhistes,. Même les cloches de bronze bouddhistes sont fondues pour faire des canons.
Après une courte période durant laquelle il jouit de la faveur populaire, le processus de séparation des bouddhas et kamis s'arrête et n'est encore que partiellement terminé : aujourd'hui encore, tout temple bouddhiste important a un petit sanctuaire dédié à son kami tutélaire shinto et vice-versa, les figures bouddhiques (par exemple la déesse Kannon) sont vénérées dans les sanctuaires shintoïstes. Si cette politique a échoué dans ses objectifs à court terme et a finalement été abandonnée, elle a réussi au long terme à créer un nouveau statu quo religieux dans lequel le shintoïsme et le bouddhisme sont perçus comme étant différents, indépendants et à égal statut.

## Leshinbutsu bunriau début de l'âge moderne
Le shinbutsu bunri, et le haibutsu kishaku qui en est la conséquence, sont des phénomènes du début de l'époque moderne qui se rencontrent essentiellement dans les domaines féodaux où le confucianisme anti-bouddhiste est fort, tels qu'à Okayama, Mito et Yodo. Dans les années 1660 par exemple, Tokugawa Mitsukuni ferme de force  à Mito un millier de temples et ordonne la construction d'un sanctuaire par village.

## Leshinbutsu bunride l'ère Meiji et ses causes
Les sentiments anti-bouddhistes s'accumulent au cours des deux derniers siècles de l'époque Tokugawa, et plusieurs groupes ont des raisons de s'opposer au bouddhisme. Le shinbutsu bunri est considéré par le nouveau gouvernement comme un moyen d'affaiblir durablement le bouddhisme et de réduire son immense pouvoir économique et social. Dans le même temps, il est censé donner au shintoïsme et à son culte de l'empereur le temps de croître, tout en aiguillonnant le sentiment de fierté nationale japonaise. Le mouvement anti-bouddhiste est mené par des lettrés confucéens, néo-confucéens, shinto et kokugaku tels que Nakae Tōju, Kumazawa Banzan, Yamaga Sokō, Itō Jinsai, Ogyū Sorai, Motoori Norinaga et Hirata Atsutane. Parce que leurs motifs sont différents et souvent opposés, il n'y a pas d'unité politique entre ces mouvements. En fait, alors qu'ils sont des modernisateurs, leur critique trouve souvent son origine dans une mentalité féodale ou dans un nationalisme émotionnel et simpliste.

### Le «systèmedanka» et ses conséquences
La relation entre le bouddhisme et l'état des Tokugawa est complexe. Bien que la philosophie officielle du shogunat prône un néoconfucianisme laïc, le bouddhisme est devenu partie intégrante de l'État en conséquence de la politique anti-chrétienne des Tokugawa. Pour arrêter la propagation du christianisme, ils instaurent le système danka qui oblige les familles à s'affilier à un temple bouddhiste. En retour, il leur est délivré un terauke certifiant qu'ils ne sont pas chrétiens. Il est dès lors impossible de mener une vie normale dans le Japon des Tokugawa sans terauke. Les familles sont tenues par la loi à plusieurs obligations envers les institutions bouddhistes, parmi lesquelles des dons monétaires à leur temple d'appartenance. Comme il y a quelque cent mille temples dans un pays de trente millions d'habitants, trois cents personnes en moyenne doivent soutenir un temple, ce qui représente un considérable fardeau. Cela provoque un mécontentement généralisé et aboutit finalement à une réaction brutale. Le fait que le bouddhisme est si étroitement lié aux shoguns signifie aussi qu'il est devenu l'un de ses symboles, et un ennemi de tous ceux qui veulent la chute du shogunat. Tous ces partis veulent voir réduite la présence du bouddhisme, et le renforcement du shintoïsme est considéré comme un bon moyen pour atteindre cet objectif.

### Néo-confucianisme
Essentiellement humaniste, la pensée néo-confucianiste au Japon met l'accent sur l'usage de la raison et rejette donc le bouddhisme comme superstition. Elle insiste également sur la fidélité due à l'empereur et est farouchement xénophobe.  L'anti-bouddhisme confucéen est à l'origine d'exemples d'haibutsu kishaku dans les domaines d'Aizu, d'Okayama et de Mito au début de l'ère moderne. Quelques-uns des meneurs du mouvement néo-confucéen sont d'anciens prêtres bouddhistes. Fujiwara Seika, Hayashi Razan et Yamazaki Ansai sont tous d'anciens prêtres Rinzai.
Le kokugaku est une école de philologie et de philosophie japonaise née à l'époque Tokugawa. Les érudits kokugaku tendent à relativiser l'étude des textes chinois et bouddhistes et favorisent la recherche philologique dans les premiers classiques japonais. Ils critiquent la répression moralisante des penseurs confucéens et essayent de rétablir la culture japonaise face à l'afflux des modes de pensée et de comportement étrangers. Un des représentants les plus influents de l'école est Motoori Norinaga.
Au milieu du XIXe siècle, les étudiants kokugaku s'engagent dans la lutte contre le shogunat et en faveur de l'empereur. Ils affirment que les anciens documents japonais stipulent que seul l'empereur est divinement autorisé à diriger le Japon.

### Modernisateurs
Les modernisateurs soulignent le caractère non scientifique du bouddhisme et la perte qu'il représente pour l'économie nationale.

## La séparation
Le gouvernement de la restauration Meiji tente de faire une distinction claire entre le bouddhisme et le shintoïsme avec une série d'édits. Cela se fait en plusieurs étapes. Une première ordonnance est prise par le jingijimuka en avril 1868 qui ordonne de défroquer les shasō et les bettō, moines des sanctuaires accomplissant les rites bouddhistes dans les sanctuaires shinto,.
Quelques jours plus tard, le Grand Conseil d'État interdit l'application de la terminologie bouddhiste, comme gongen aux kamis japonais et la vénération des statues bouddhistes dans les sanctuaires.
La troisième étape consiste en l'interdiction de l'usage du terme bouddhique Daibosatsu (Grand Bodhisattva) au syncrétique kami Hachiman des sanctuaires Iwashimizu Hachiman-gū et Usa-jingū.
Par la quatrième et dernière étape, il est ordonné aux bettō et shasō défroqués de se faire « prêtres de sanctuaire »  (kannushi) et de retourner à leurs sanctuaires. Il est par ailleurs ordonné aux moines de la secte Nichiren de ne pas se référer à quelques déités que ce soit comme kamis.

## Conséquences de la politique de séparation
La campagne échoue finalement à éliminer l'influence du bouddhisme sur les Japonais qui ont encore besoin des rites ancestraux de funérailles et d'enterrement, tous services traditionnellement assurés par le bouddhisme. La première tentative de l’État pour influencer la vie religieuse se traduit donc par un échec. En 1873, le gouvernement admet que l'effort pour élever le shintoïsme au-dessus du bouddhisme n'a pas réussi.
Cependant, la politique du gouvernement Meiji propage l'idée que le shintoïsme est la vraie religion des Japonais, enfin révélée après être restée longtemps cachée derrière le bouddhisme. Ces dernières années, cependant, de nombreux historiens arrivent à la conclusion que le syncrétisme des kamis et des bouddhas est authentiquement japonais.
Le gouvernement japonais réussit également à créer l'impression que le shinto et le bouddhisme au Japon sont des religions complètement indépendantes. La plupart des Japonais d'aujourd'hui ne sont pas conscients que certaines de leurs pratiques coutumières religieuses ne peuvent se comprendre hors du contexte de syncrétisme des kamis et des bouddhas. À propos de certains temples bouddhistes japonais consacrés au culte du kami Inari, la spécialiste Shinto Smyers écrit :

« Une étude récente montre que le terme “shinto” est hautement problématique. Son contenu actuel est en grande partie une construction politique de l'ère Meiji. […] La surprise de beaucoup de mes informateurs relativement à l'existence des temples bouddhistes Inari montre le succès de la tentative du gouvernement de créer des catégories conceptuelles distinctes concernant les sites et certaines identités, bien que la pratique reste multiple et non exclusive. »

Quoi qu'il en soit, en moins de deux décennies, le bouddhisme non seulement se remet, mais il se modernise lui-même et devient une fois encore une force importante, ce qui conduit à la coexistence entre le shinto et le bouddhisme telle qu'elle apparaît aujourd'hui.

### Haibutsu kishaku
Bien que les décrets du gouvernement n'ordonnent pas explicitement la fermeture des temples, la destruction des biens bouddhistes et la défroque des prêtres et des nonnes bouddhistes, ils sont souvent interprétés comme une incitation à le faire, et le mouvement haibutsu kishaku se répand bientôt à l'ensemble du pays avec de tragiques conséquences. Une partie substantielle de la population qui se sent financièrement exploitée par le système danka 檀家制度 (danka seido) participe au mouvement. Ce système, rendu obligatoire par les Tokugawa afin d'enrayer la propagation du christianisme, oblige toutes les familles à être attachées à un temple bouddhiste et à le financer.
La politique shinbutsu bunri est elle-même la cause directe de graves dommages à d'importants biens culturels. Parce que le mélange des deux religions est désormais interdit, les sanctuaires et les temples doivent céder certains de leurs trésors, portant ainsi atteinte à l'intégrité de leur patrimoine culturel et diminuant la valeur historique et économique de leurs propriétés. Par exemple, les niō géants du Tsurugaoka Hachiman-gū de Kamakura (les deux gardiens en bois qui se trouvent habituellement sur les côtés de l'entrée d'un temple), étant des objets de culte bouddhiste et donc illégaux là où ils se trouvent, sont vendus à Jufuku-ji, et ils y sont toujours. Les sanctuaires doivent aussi détruire les bâtiments associés au bouddhisme comme leurs tours tahōtō, leurs midō (御堂) et leurs shichidō garan. Beaucoup de temples bouddhistes ferment purement et simplement, comme Zenko-ji auquel appartenait le Meigetsu-in, maintenant indépendant.
Une autre conséquence de cette politique a été la création de ce qu'on appelle les « traditions inventées ». Pour éviter la destruction du matériel illégal en vertu des nouvelles règles, les prêtres shinto et bouddhistes inventent des traditions, des généalogies et d'autres informations qui justifient leur présence. Plus tard, l'origine de leur existence se perd, ce qui provoque beaucoup de confusion chez les historiens.

## Le cas dushugendo
L'une des premières manifestations de cet échec se traduit par le cas particulier de Jitsukaga (実利), un célèbre shugenja. Dans le cadre de la législation shinbutsu bunri, d'anciennes traditions religieuses comme le soku-shinbutsu (ascèse de transformation d'un moine en momie, considérée comme une ordalie suprême que seul un bouddha vivant serait possiblement capable d'effectuer), l'onmyodō et le shugendō avaient été interdites. Le mariage des moines avait également été autorisé, ce qui est encore aujourd'hui un cas controversé en Asie parmi la communauté bouddhiste internationale, notamment en ce qui concerne le titre de sanzō (三藏, Tripitaka, les trois corbeilles) lié en tout premier lieu à la religion Theravada mais populaire au Japon à cause de l'original du La Pérégrination vers l'ouest (Saiyuki), un titre qui désigne quelqu'un maîtrisant les innombrables ouvrages des « trois corbeilles ».
Mais au Japon, certains moines et exégètes refusent de se laisser faire. Le yamabushi Jitsukaga en fait partie, et il continue de pratiquer la voie du Shugen. 
Déjà célèbre dans tout le pays à l'époque, ayant attiré nombre de disciples en raison de l'austérité de ses ascèses (par exemple, en l'an 4 de l'ère Meiji, il a effectué une période d'ascèse de mille jours dans des grottes, à la suite de quoi il fut considéré par ses pairs comme l'un des yamabushi de plus haut rang), il donne le mauvais exemple, et le gouvernement l'envoie en prison comme un criminel. Jitsukaga effectue alors un jeûne complet d'une semaine, démontrant l'authenticité de sa pratique. Il est relâché, et beaucoup de membres de la haute noblesse deviennent ses disciples. Le prince Arisugawa-no-miya le déclare même « maître Jitsukaga, second yamabushi du mont Ōmine après En no Gyōja », après que Jitsukaga a participé à la bénédiction d'une nouvelle demeure pour le prince impérial. Cela témoigne d'une collusion entre la famille impériale et la « secte » shugendō perpétuant ce que l'oligarchie de Meiji considère comme de vieilles superstitions à éradiquer, révélant une première contradiction entre la théorie et la pratique de ces persécutions religieuses, mais également une certaine souplesse d'esprit des gouvernants. Traditionnellement, le shugendo et le onmyōdō avaient été très liés à la cour impériale, cette rupture était pour le moins brutale. Jitsukaga et d'autres sûrement (comme certains temples shugendo du Kansai, où les bouddhistes ont une influence extrême depuis l'époque de Nara) continuèrent leurs pratiques religieuses en toute impunité, mais cela n'est guère nouveau du côté des yamabushi qui, depuis les origines en fait, avaient été relativement libres des gouvernements séculiers, vivant indépendants en montagne, prêchant la vérité de tous les sutras du bouddhisme et louant les kamis du shintoïsme. 
En Meiji 17 (1884), le sage Jitsukaga alors âgé de 41 ans, se met en position de zazen et saute du haut de la grande cascade de Nachi. Son cadavre est retrouvé intact.